# Ricardo Descalzi
Ricardo Descalzi del Castillo (Riobamba, 22 de septiembre de 1912 - Quito, 29 de noviembre de 1990) fue un historiador, crítico literario, dramaturgo y médico ecuatoriano. Aunque estudió Medicina y ejerció como médico y cirujano, especializándose en oncología en Bogotá y París, su profunda vocación por las letras y el teatro lo llevó a escribir numerosas obras teatrales como "Anfiteatro" y "En el horizonte se alzó la niebla", novelas como "Saloya", y a culminar su legado con la monumental "Historia Crítica del Teatro Ecuatoriano" en 1968, considerada una obra fundamental. Además de su prolífica producción literaria, que abarcó ensayos históricos y periodismo, y fue miembro de importantes instituciones culturales. Al final de su vida escribiría en tres tomos su libro "La Real Audiencia de Quito, claustro de los Andes".

## Biografía

### Primeros años
Ricardo Descalzi del Castillo nació en Riobamba, Ecuador, y quedó huérfano a temprana edad. Fue criado por su tío y su madre, estudiando en Guayaquil y Quito, donde mostró una temprana inclinación por la escritura y el periodismo, fundando incluso una revista estudiantil. Entraría en el Colegio Mejía de Quito donde haría su secundaria.Fundaría la revista "Surcos" y su paso por la bohemia quiteña influyeron en su primera novela, "Panes Ácimos". Tras ser expulsado de la facultad de Jurisprudencia, incursionó brevemente en el periodismo literario en Ambato. Luego de graduarse de bachiller en 1932, publicó una novela de 100 páginas con historias de su vida estudiantil llamada Ghismondo. Escribió además un libro llamado Cinco errores históricos de Quito.

### La medicina
A pesar de iniciar estudios de Medicina por insistencia materna, Descalzi demostró una fuerte vocación teatral. En 1936 estrenó con éxito su obra "Anfiteatro", que exploraba temas de juventud, amor y protesta. Paralelamente, continuó su interés por la escritura con artículos de crítica literaria y una columna periodística. Su faceta como dramaturgo se consolidó con la presentación de "Los Caminos Blancos" en 1939, una tragedia en prosa. Graduado como médico y cirujano en 1941, se casó y tuvo seis hijos. Una beca lo llevó a estudiar oncología en Bogotá, donde profundizó en su profesión médica. A su regreso a Quito, estrenó su drama psicológico "En el horizonte se alzó la niebla" en 1945, explorando el psicoanálisis a través de cuatro personajes. Su activismo político le costó su empleo, pero continuó su labor literaria con la publicación de obras como "Portovelo" y "Clamor de Sombras", esta última premiada.
En la década de 1950, Descalzi viajó a París para especializarse en cancerología, introduciendo nuevas técnicas en Ecuador. Sin embargo, su pasión por el arte, incluyendo la pintura, le generó incomprensión y lo llevó a renunciar a su cargo médico. En esta época escribió una comedia costumbrista y continuó su labor médica en Solca, experimentando con tratamientos innovadores. En 1959 publicó su libro de cuentos "Murmullos de Dios", que recibió reconocimiento. Fue miembro de la Casa de la Cultura Ecuatoriana y vicepresidente de la Sociedad Bolivariana de Quito.

### El teatro y la historia
Finalmente, en 1961, Descalzi abandonó la medicina para dedicarse por completo a las letras. Durante esta década exploró la pintura y la composición musical, siendo autor de varios pasillos y valses. En 1962 recibió un premio por su novela "Saloya". Ricardo Descalzi realizó una significativa contribución al teatro ecuatoriano como dramaturgo, explorando diversos géneros con obras como Anfiteatro, Clamor de Sombras y comedias, además de una adaptación de "Huasipungo". En 1963, la Casa de la Cultura publicó sus obras teatrales y, tras un breve período como cónsul, se dedicó a escribir su monumental "Historia Crítica del Teatro Ecuatoriano", publicada en 1968 y considerada una obra fundamental, superando las dos mil páginas en extensión. En sus últimos años fue Cronista de Quito y miembro de la Academia Nacional de Historia, ante lo cual publicaría en tres tomos la que sería otra de sus obras cumbres "La Real Audiencia de Quito, claustro de los Andes " en 1324 páginas.  Falleció en 1990 dejando un legado como un intelectual versátil y el mayor crítico del teatro ecuatoriano.

## Escritos

### Teatro
- Anfiteatro (publicada) - 1950
- Portovelo (no estrenada) - 1950
- En el horizonte se alzó la niebla (publicada por la Casa de la Cultura) - 1961
- Clamor de Sombras (editada en Quito) - 1961
- Una quimera en París (paso de comedia en un acto) - 1966
- Historia Crítica del Teatro Ecuatoriano (dos ediciones simultáneas, una en rústica y otra en papel Biblia en dos tomos) - 1968
- Murmullos de Dios (tercera edición, 140 págs.) - 1976
- "Un quiteño en New York" (obra cómica, no estrenada)
- Murmullos de Dios (primera edición, premio Tobar)
- Teatro (volumen que recoge Clamor de Sombras y En el horizonte se alzó la niebla, publicado en 1963)
- Adaptación teatral de "Huasipungo" (no estrenada)

### Historia
- La Real Audiencia de Quito, claustro de los Andes (Tomo I, 444 págs.) - 1978
- La Real Audiencia de Quito, claustro de los Andes (Tomo II, 412 págs.) - 1982
- La Real Audiencia de Quito, claustro de los Andes (Tomo III, 468 págs.) - 1987
- Biología del Cáncer (editado como parte de su cátedra)
- Estudios sobre cancerología (dos publicaciones en 1947)

### Ensayos
- ¿Qué es el Banco Central? (ensayo) - 1974
- "La Sandalia del Indio" (artículo en la revista Lampadario)
- "Eter, bisturí y gasa" (columna periodística)
- "Escorzos" (columna periodística)

### Novela
- Ghismondo (100 págs.) - 1932
- El Huasipungo de Andrés Chiliquinga (90 págs.) - 1981
- Panes Ácimos (novela)
- Saloya (novela)